# پیر لوئدر
پیر لوئدر (انگلیسی: Pierre Lueders؛ زادهٔ ۲۶ سپتامبر ۱۹۷۰) ورزشکار بابسلد اهل کانادا است.
وی در مسابقات کشوری و بین‌المللی در مجموع برندهٔ ۳ مدال طلا، ۵ مدال نقره، ۲ مدال برنز شده‌است.